# Pietro Paoli
Pietro Paoli (Livorno, Grão-ducado da Toscana, 2 de março de 1759 – 21 de fevereiro de 1839) foi um matemático italiano.

## Vida e obra
Paoli estudou no colégio jesuita de sua cidade natal. Em 1774 foi para a Universidade de Pisa a fim de estudar direito. Obteve a graduação em Pisa em 1778, porém tinha mais interesse em questões físicas e matemáticas.
Em 1780 tornou-se professor do colégio de Mantua e em 1782 foi professor da Universidade de Pavia, onde aprendeu matemática com Gregorio Fontana.
Em 1784 Paoli foi indicado para a cátedra de álgebra na Universidade de Pisa, onde permaneceu até 1814. Durante este tempo foi apontado também Regio Consultore Idraulico do Grão-ducado da Toscana. Durante seu período de docência teve como alunos alguns cientistas famosos: Gabrio Piola, Vincenzo Brunacci, Pietro Franchini, Giuliano Frullani, Giovanni Santini e Antonio Bordoni.
Foi membro da Società Italiana dei Quaranta desde sua fundação (1782) e de outras academias científicas italianas.
Paoli trabalhou principalmente com cálculo e suas aplicações em óptica e mecânica. Sua principal obra é Elementi di Algebra em dois volumes (1794).